# Élections européennes de 2019 en Irlande
Les élections européennes de 2019 sont les élections des députés de la neuvième législature du Parlement européen, qui se déroulent du 23 mai au 26 mai 2019 dans tous les États membres de l'Union européenne. En Irlande, elles ont lieu le 24 mai 2019. Des élections municipales ainsi qu'un référendum sur un assouplissement des conditions d'obtention du divorce ont lieu simultanément.
Deux (un Fine Gael, un Fianna Fail) des 13 élus ne siègent qu'après l'entrée en vigueur du Brexit, à compter du 1er février 2020, car l'Irlande bénéficie de deux sièges supplémentaires, à la suite de la sortie du Royaume-Uni de l'Union européenne.

## Mode de scrutin

### Généralités
Les treize députés européens irlandais sont élus au suffrage universel direct par les citoyens irlandais et les ressortissants de l’UE résidant en Irlande, âgés de plus de 18 ans. Le scrutin se tient selon la méthode du vote unique transférable au sein de trois circonscriptions. Les électeurs classent les différents candidats selon un ordre de préférence. Aussi, pour être élu un candidat doit dépasser un quota de voix calculé préalablement, les voix supplémentaires que ce candidat a recueilli étant ensuite redistribués entre les candidats restant en liste.

### Modification des circonscriptions
Afin de prendre en compte l'attribution des deux sièges supplémentaires alloués à l'Irlande, le ministre du Logement, de la Planification et de l'Administration locale a mis en place, en juillet 2018, une commission des circonscriptions (Constituency Commission). Le rapport de cette commission, publié le 24 septembre 2018, propose les modifications suivantes, :
- Dublin gagne un siège passant de 3 à 4; pas de changement de frontières.
- South gagne un siège passant de 4 à 5, et gagne les comtés de Laois et Offaly depuis Midlands–North-West.
- Midlands–North-West perd les comtés de Laois et Offaly, mais reste à quatre sièges.

Une loi publiée en 2019 a acté les modifications recommandées par la commission de circonscription.
Le Royaume-Uni a enclenché l'article 50 pour se retirer de l'Union européenne le 29 mars 2017 à la suite du référendum de 2016 visant à quitter l'Union européenne. L'article 50 prévoyant un délai de retrait de deux ans, le Royaume-Uni ne devrait pas participer aux élections européennes prévues en mai 2019. En juillet 2018, le Conseil européen a décidé de redistribuer un certain nombre de sièges du Royaume-Uni aux autres États membres. Le nombre de sièges attribués à l'Irlande est passé de 11 à 13. Si le Royaume-Uni est toujours membre de l'Union européenne au début de la législature 2019-2024, l'attribution des nouveaux sièges sera annulée jusqu'à ce que le retrait prenne effet légalement,.
Les deux sièges à retirer seraient ceux ajoutés depuis 2014, à savoir le quatrième siège de la  circonscription de Dublin et le cinquième siège de la circonscription du Sud. Le 18 avril 2019, Eoghan Murphy, ministre du Logement, de la Planification et de l'Administration locale, précise qu'il n'y aura qu'un seul processus de comptage par circonscription (une hypothèse de « double comptable » était jusqu'alors évoquée), utilisant le plus grand nombre de sièges, et que le dernier candidat à être réputé élu serait celui dont le siège serait retenu jusqu'à ce que les députés britanniques se soient retirés.

## Contexte
Au niveau européen, le scrutin intervient dans un contexte inédit. La mandature 2014-2019 a en effet vu intervenir plusieurs événements susceptibles d'influer durablement sur la situation politique européenne, comme le référendum sur l'appartenance du Royaume-Uni à l'Union européenne en 2016, l'arrivée ou la reconduction au pouvoir dans plusieurs pays de gouvernements eurosceptiques et populistes (en Hongrie en 2014, en Pologne en 2015, en Autriche en 2017 et en Italie en 2018) et l'adoption de l'Accord de Paris sur le climat en 2015. Les élections interviennent alors que la Commission européenne est présidée depuis 15 ans par le Parti populaire européen (PPE) ; la Commission sortante, présidée par Jean-Claude Juncker, rassemble des membres du PPE, de l'Alliance des libéraux et des démocrates pour l'Europe et du Parti socialiste européen.
En Irlande, ces élections interviennent trois ans après les élections générales de 2016 ayant vu les deux partis membres de la coalition au pouvoir (Fine Gael - Parti travailliste) perdre 23,4 points de suffrages par rapport aux élections précédentes.

## Campagne

### Candidats et partis
| Parti politique | Parti politique                      | Positionnement et idéologie                                                     | Dirigeant                         | Affiliation européenne | Députés sortants | Députés sortants                       |
| Parti politique | Parti politique                      | Positionnement et idéologie                                                     | Dirigeant                         | Affiliation européenne | Nombre           | Groupe politique                       |
| --------------- | ------------------------------------ | ------------------------------------------------------------------------------- | --------------------------------- | ---------------------- | ---------------- | -------------------------------------- |
|                 | Fine Gael                            | Centre droit Libéral conservatisme, démocratie chrétienne, europhilie           | Leo Varadkar                      | PPE                    | 3 / 11           | PPE                                    |
|                 | Sinn Féin                            | Centre gauche à gauche Socialisme démocratique, républicanisme, euroscepticisme | Mary Lou McDonald                 |                        | 3 / 11           | GUE/NGL                                |
|                 | Fianna Fáil                          | Centre droit Conservatisme, républicanisme, europhilie                          | Micheál Martin                    |                        | 1 / 11           | CRE                                    |
|                 | Parti travailliste                   | Centre gauche Social-démocratie, europhilie                                     | Brendan Howlin                    | PSE                    | 0 / 11           |                                        |
|                 | Parti vert                           | Centre gauche Écologie politique, europhilie                                    | Eamon Ryan                        | PVE                    | 0 / 11           |                                        |
|                 | Solidarité-Le Peuple avant le profit | Gauche à extrême gauche Socialisme, trotskisme écosocialisme, euroscepticisme   |                                   | GACE                   | 0 / 11           |                                        |
|                 | Sociaux-démocrates                   | Centre gauche Social-démocratie, europhilie                                     | Róisín Shortall, Catherine Murphy |                        | 0 / 11           |                                        |
|                 | Indépendants                         |                                                                                 |                                   |                        | 4 / 11           | PPE (1), S&D (1) ADLE (1), GUE/NGL (1) |

### Sondages
| Sondeur           | Date          | PBP   | Sinn Féin | Labour | Soc-dem | Green | Fianna Fáil | Fine Gael | Renua | Autres et indépendants |
| ----------------- | ------------- | ----- | --------- | ------ | ------- | ----- | ----------- | --------- | ----- | ---------------------- |
| Sondeur           | Date          |       |           |        |         |       |             |           |       |                        |
| Red C             | 21 avril 2019 | 0 %   | 16 %      | 4 %    | 1 %     | 4 %   | 21 %        | 33 %      | 0 %   | 21 %                   |
| Élections de 2014 | 23 mai 2014   | 1,5 % | 19,5 %    | 5,3 %  | /       | 4,9 % | 22,3 %      | 22,3 %    | /     | 24,2 %                 |

## Résultats
| Parti                    | Parti                                | Voix      | %     | +/- | Sièges | +/-           | Groupe    |
| ------------------------ | ------------------------------------ | --------- | ----- | --- | ------ | ------------- | --------- |
|                          | Fine Gael                            | 496 459   | 29,60 | 7,3 | 5      | 1             | PPE       |
|                          | Fianna Fáil                          | 277 705   | 16,60 | 5,7 | 2      | 1             | RE        |
|                          | Sinn Féin                            | 196 001   | 11,70 | 7,8 | 1      | 2             | GUE/NGL   |
|                          | Parti vert                           | 190 755   | 11,40 | 6,5 | 2      | 2             | Verts/ALE |
|                          | Indépendants pour le changement      | 124 085   | 7,40  | 7,4 | 2      | 2             | GUE/NGL   |
|                          | Parti travailliste                   | 52 753    | 3,10  | 2,2 | 0      | en stagnation |           |
|                          | Solidarité-Le Peuple avant le profit | 38 771    | 2,30  | 2,3 | 0      | en stagnation |           |
|                          | Sociaux-démocrates                   | 20 331    | 1,20  | 1,2 | 0      | en stagnation |           |
|                          | Autres partis                        | 17 056    | 1,00  | -   | 0      | en stagnation |           |
|                          | Indépendants                         | 264 087   | 15,70 | 4,1 | 1      | 2             | GUE/NGL   |
|                          |                                      |           |       |     |        |               |           |
| Votes valides            | Votes valides                        | 1 678 003 | 95,78 |     |        |               |           |
| Votes blancs et nuls     | Votes blancs et nuls                 | 73 870    | 4,22  |     |        |               |           |
| Total                    | Total                                | 1 751 873 | 100   | -   | 13     | 2             | -         |
| Abstentions              | Abstentions                          | 1 774 150 | 50,32 |     |        |               |           |
| Inscrits / Participation | Inscrits / Participation             | 3 526 023 | 49,68 |     |        |               |           |

## Sources